# Diecezja ostrawsko-opawska
Diecezja ostrawsko-opawska – diecezja Kościoła łacińskiego w Czechach, należąca do metropolii morawskiej. 
Część współczesnego terytorium diecezji należała wcześniej do diecezji ołomunieckiej (od 1777 archidiecezji), a część do diecezji wrocławskiej. Po wojnach śląskich dla części diecezji wrocławskiej pozostałej przy Habsburgach utworzono Wikariat generalny, z kolei po stronie pruskiej utworzono dla tamtejszy parafii ołomuniecki dystrykt kietrzański, który objął również późniejszy tzw. kraik hulczyński i część dzisiejszego dekanatu hulczyńskiego. Już wtedy rozpoczęto starania o utworzenie nowego biskupstwa w Opawie, jednak bez powodzenia. Po I wojnie światowej i powstaniu Czechosłowacji starano się podporządkować tę część diecezji wrocławskiej archidiecezji ołomunieckiej co stało się ostatecznie w 1978. Diecezja ostrawsko-opawska powstała 30 maja 1996 roku w wyniku wyłączenia części terytorium z archidiecezji ołomunieckiej.
Najważniejszymi świątyniami diecezji są Katedra Boskiego Zbawiciela w Ostrawie oraz Konkatedra Wniebowzięcia Najświętszej Maryi Panny w Opawie. 
Podzielona jest obecnie na 11 dekanatów: Bílovec, Bruntál, Frydek, Hlučín, Jeseník, Karwina, Karniów, Místek, Nowy Jiczyn, Opawa, Ostrawa.

Herb diecezji
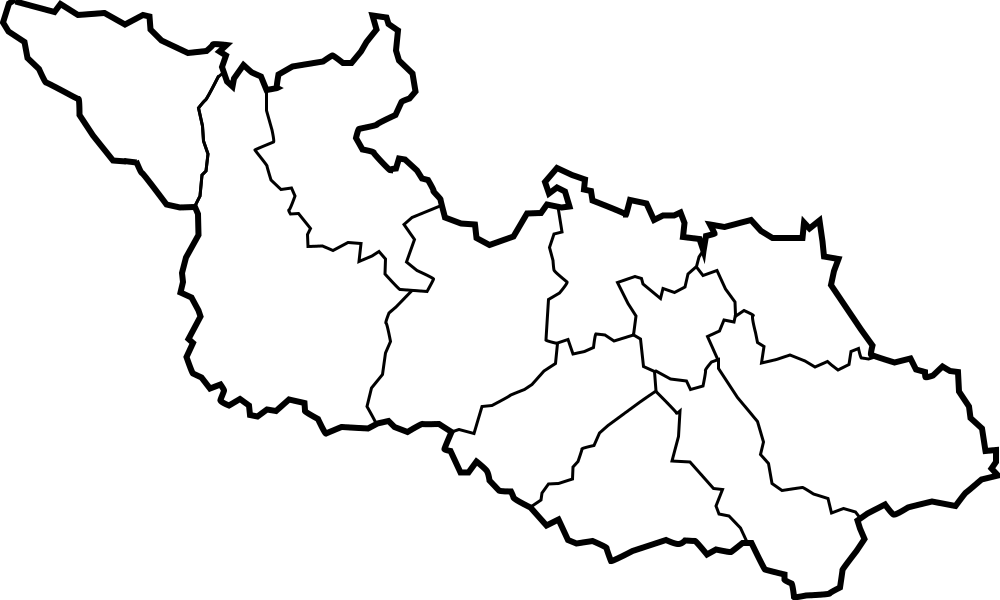
Podział na dekanaty
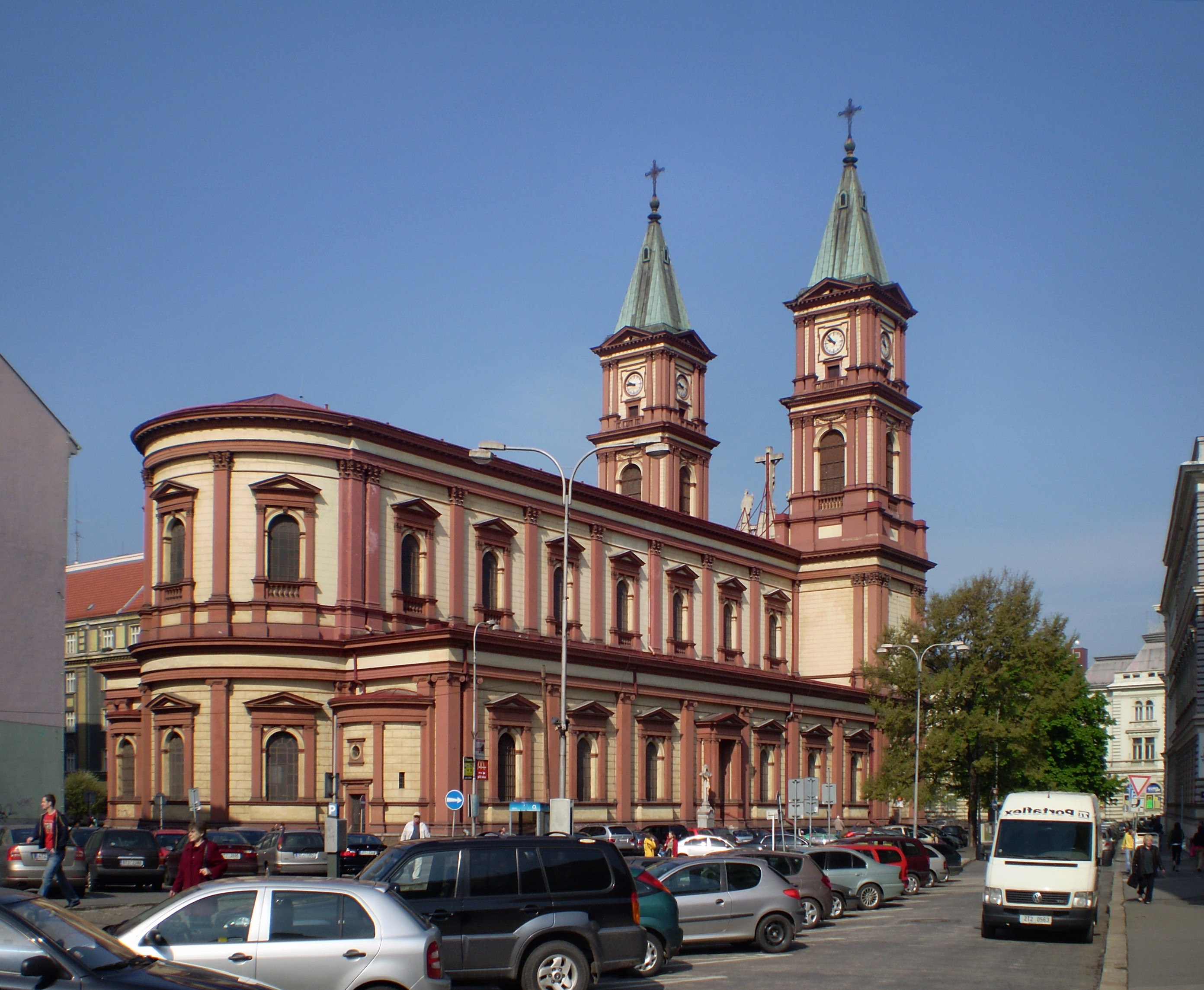
Katedra diecezjalna
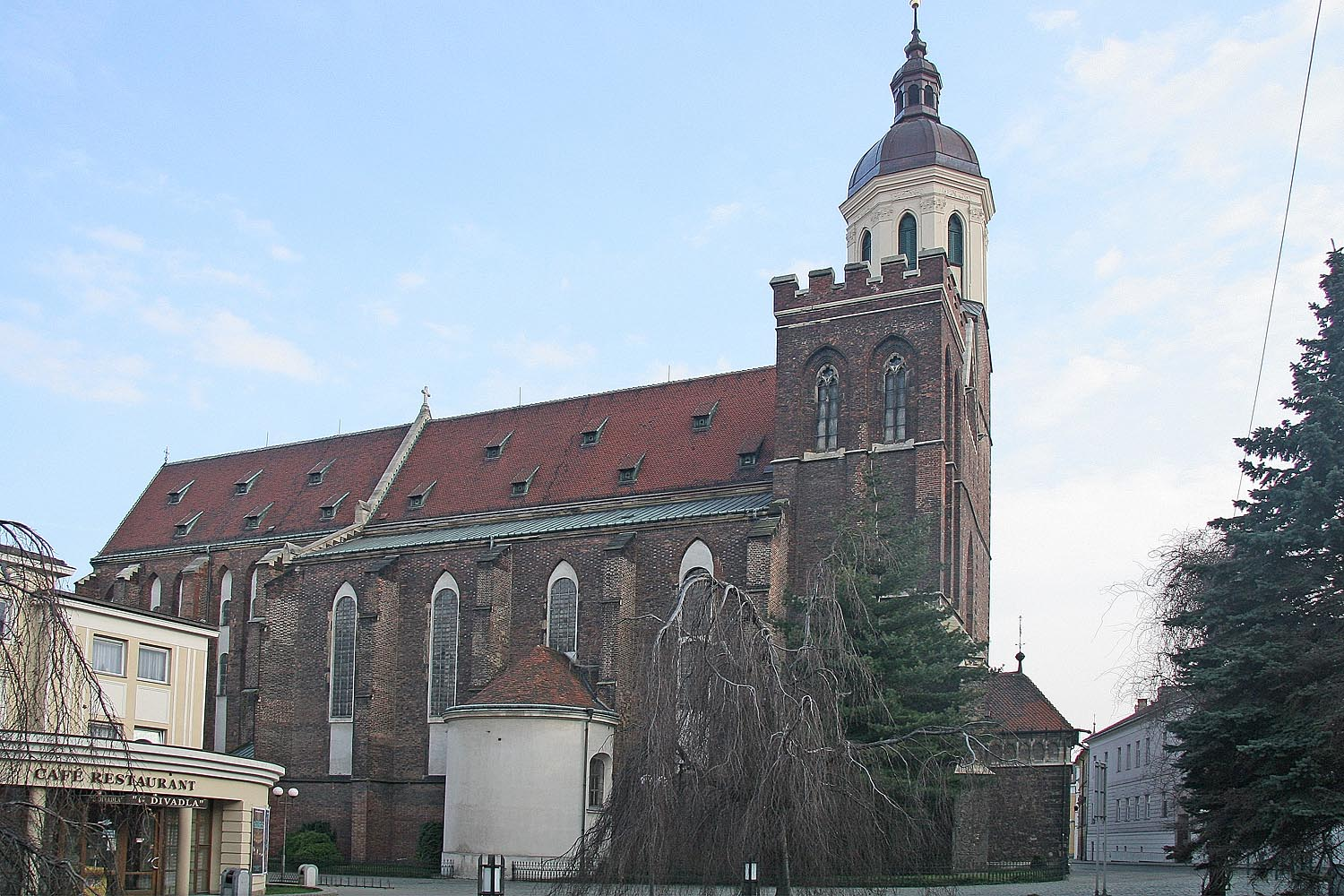
Konkatedra
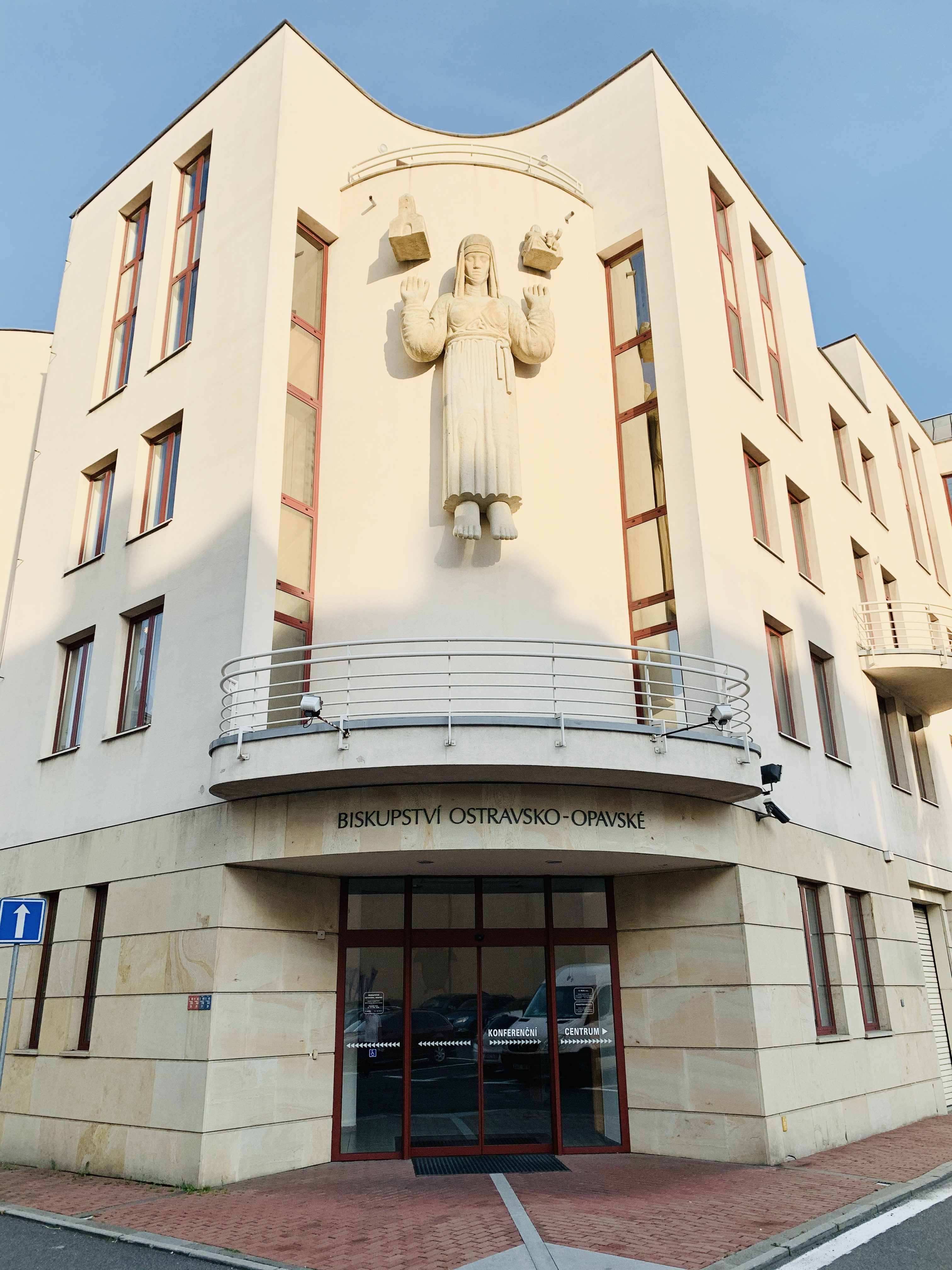
Siedziba kurii w Ostrawie